# Elophila tinealis
Elophila tinealis là một loài bướm đêm trong họ Crambidae.